# Vagioniá
Vagioniá, en grec moderne : Βαγιονιά, est un village du dème de Gortyne, dans le district régional de Héraklion, de la Crète, en Grèce. Selon le recensement de 2001, la population de Vagioniá compte 666 habitants.
Le village est situé à une altitude de 230 mètres et à une distance de 51 km de Héraklion.